# Clupisoma nujiangense
Clupisoma nujiangense és una espècie de peix de la família dels esquilbèids i de l'ordre dels siluriformes.

## Morfologia
- Els mascles poden assolir 26,1 cm de longitud total.[4]

## Reproducció
És ovípar i els ous no són protegits.

## Hàbitat
És un peix d'aigua dolça i de clima tropical.

## Distribució geogràfica
Es troba a Àsia: riu Salween i el seu afluent Mengbolou a la Xina.